# Plantation de Westover
Pour les articles homonymes, voir Westover.
La plantation de Westover est une ancienne plantation du Sud des États-Unis située sur la rive nord de la James River dans le Comté de Charles City, en Virginie. D’après le National Historic Landmark, la demeure de la plantation de Westover est construite aux alentours de 1730 par William Byrd II, le fondateur de Richmond. Cependant il apparaît que celle-ci est probablement construite par son fils William Byrd III.